# 張露
張露（英語：Chang Loo，1925年11月21日—2009年1月26日），原名張秀英，出生於江蘇省蘇州市，是1940年代至1950年代上海的國語女歌手，有「中國歌后」的美譽，其代表作是《你真美麗》及經典代表作《給我一個吻》。

## 歌手生涯
張秀英4歲時隨家人移居上海居住，但及後喪父而家境清貧；1940年的一天，在家中的張露趁弟弟睡覺時哼歌，無意中被任職電台的鄰居聽到，發覺她歌聲驚為天人，在其引薦下瞞著母親到上海電台客串唱歌，後轉為正職歌手，及後改藝名為張露。在暪著母親的情況下，張露不想公開其真實名字，而電台以「張大小姐」來介紹她；上海話「大」的發音為「du」，而「大」跟「露」字在上海話發音相近，所以她在電台越唱越紅後就以張露作為其藝名。張露其後被獲邀到夜總會演出，並與百代唱片簽約為旗下歌手。
張露在1941年推出首張個人唱片《小巷春》及《關不住》；1948年首次在電影《柳浪聞鶯》演出並演唱《淑女窈窕》一曲；同年因歌曲《你真美麗》而紅遍上海。1952年，因政局問題而遷到香港定居，後被各大夜總會爭邀獻唱，張露並以百變及奔放形象奠定了在樂壇的地位；她灌錄的國語歌曲《迎春花》、《小小羊兒要回家》、《不許他回家》成為她的代表作品，而她的代表經典名曲《給我一個吻》（1954年）的「給我一個吻，可以不可以？吻在我的心上，讓我想念你」唱到家傳戶曉，除紅遍中港外，更享有「中國歌后」的美譽，也是她個人演藝事業的巔峰時期；期間在電影《那個不多情》及《愛的俘虜》演出。
雖然張露在1975年退出歌壇，但偶然也會獻唱。並在1980年移民加拿大，但於1985年為了照顧留在香港發展的杜德偉而舉家迴流香港居住。約在2008年11月，張露和杜德偉到上海探親期間舉行一個歌迷聚會，張露上台獻唱《給我一個吻》。2009年1月25日（除夕），張露因大腦中風昏迷而被緊急送院醫治，但延至翌日（己丑年初一）下午四時，因器官衰竭於香港律敦治醫院病逝，享壽83歲。根據其生前意願，遺體先在香港被火化，後安葬於上海福寿园。

## 家庭
1957年，張露和於新加坡演出時認識的西班牙裔樂隊領班及鼓手杜奧利（西班牙語：Ollie Delfino）結婚；並育有杜德智及杜德偉兩子，分別為香港歌手。

## 外部連結
- 張露在香港影庫上的簡介